# Heinkel He 319
O Heinkel He 319 foi um caça nocturno monoplano bimotor, desenvolvido pela Heinkel a partir do Heinkel He 219, na Alemanha. Nenhum exemplar foi construído devido à escolha da Heinkel em concentrar-se no Heinkel He 419.